# 圣安当院长堂

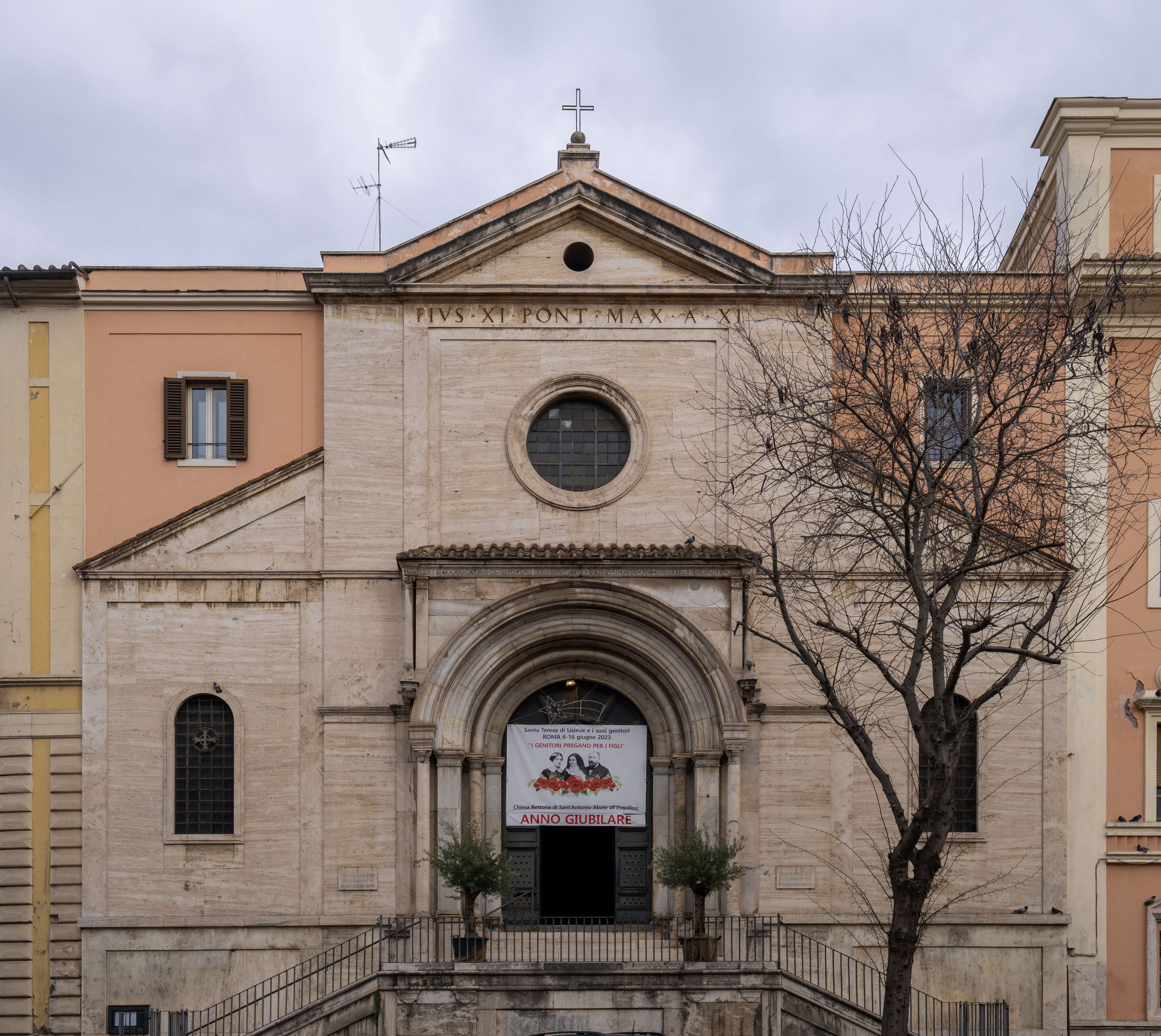

埃斯奎里诺山圣安当院长堂（義大利語：Sant'Antonio abate all’Esquilino）是罗马的一座教堂，位于埃斯奎利诺山区阿尔贝托街（via Carlo Alberto）2号，靠近圣母大殿。

## 历史
该堂始建于1308年，属于一个古老的医院。它取代了建于5世纪的圣安德肋堂。1583年，多梅尼科·丰塔纳建造了圣德肋撒小堂。
该堂内部为拉丁十字平面，在18世纪进行改建。意大利统一后教堂关闭。教堂前的大广场则保留在1月17日圣安当庆节祝福动物的传统仪式。
1928年，圣座购买了该堂及整个建筑群，开设宗座俄罗斯学院（Collegium Russicum），教堂也改为拜占廷礼的俄罗斯天主教徒使用，并增设圣像屏（iconostasis）。